# Foxy
Sølvræven Foxy (フォクシー) er en fiktiv sørøverkaptajn i animeen og mangaen One Piece.
Foxy er en lumsk snyder, som deltager i Davy Back Fight; en konkurrence mellem piratbander, hvor vinderholdet kan stjæle bandemedlemmer fra det tabende hold. De fleste medlemmer af Foxys bande har han vundet i denne konkurrence. Dog ser det ud til at være meget glade over at være medlem af hans bande og hepper helhjertet på deres bandekammerater og kaptajn i Davy Back Fight. 
Selvom han udviser meget selvtillid det meste af tiden, er Foxy meget følsom overfor fornærmelser og kritik. Ethvert stødende ord fra andre gør ham straks deprimeret og han ender som regel med at falde ned på jorden, mens han støtter sig selv med armene og en sort sky viser sig over hans hoved. Heldigvis skal han bare bruge et par venlige ord fra sin kombattant Porsche for at blive glad igen. 

## Historie
I mangaen spiller Foxys bande og Stråhattene et spil Davy Back Fight. I første spil, Donut-Race, vinder Foxy Tony Chopper fra Stråhattene. I anden runde, Groggy-ring, lykkes det Zorro og Sanji at vinde og dermed bliver Chopper vundet tilbage. I tredje runde, tvekamp, triumferer Ruffy stærkt over Foxy. Han vælger intet bandemedlem, men i stedet bandens flag og tegner et nyt, grimt til dem i stedet for.
Foxy har spist Slow-Slow-frugten, som lader ham affyre mikroskopiske partikler, kaldet langsomme fotoner, der kan gøre fjender eller andre objekter meget langsomme i 30 sekunder. Når han snyder, bruger han disse kræfter til at forstærke sine slag eller sænke en modstanders angreb. Ruffy finder en måde at kæmpe imod disse kræfter på; han bruger et spejl til at reflektere fotonerne.

## Andet
- Navnet på Foxys sørøverskib er Sexy Foxy.